# Rio Cascavel
O rio Cascavel é um curso de água que banha o estado do Paraná.
Suas nascentes estão localizadas no município de Cascavel, dentro do Parque Ecológico Paulo Gorski, formando o Lago Municipal, principal manancial de água e cartão postal da cidade.

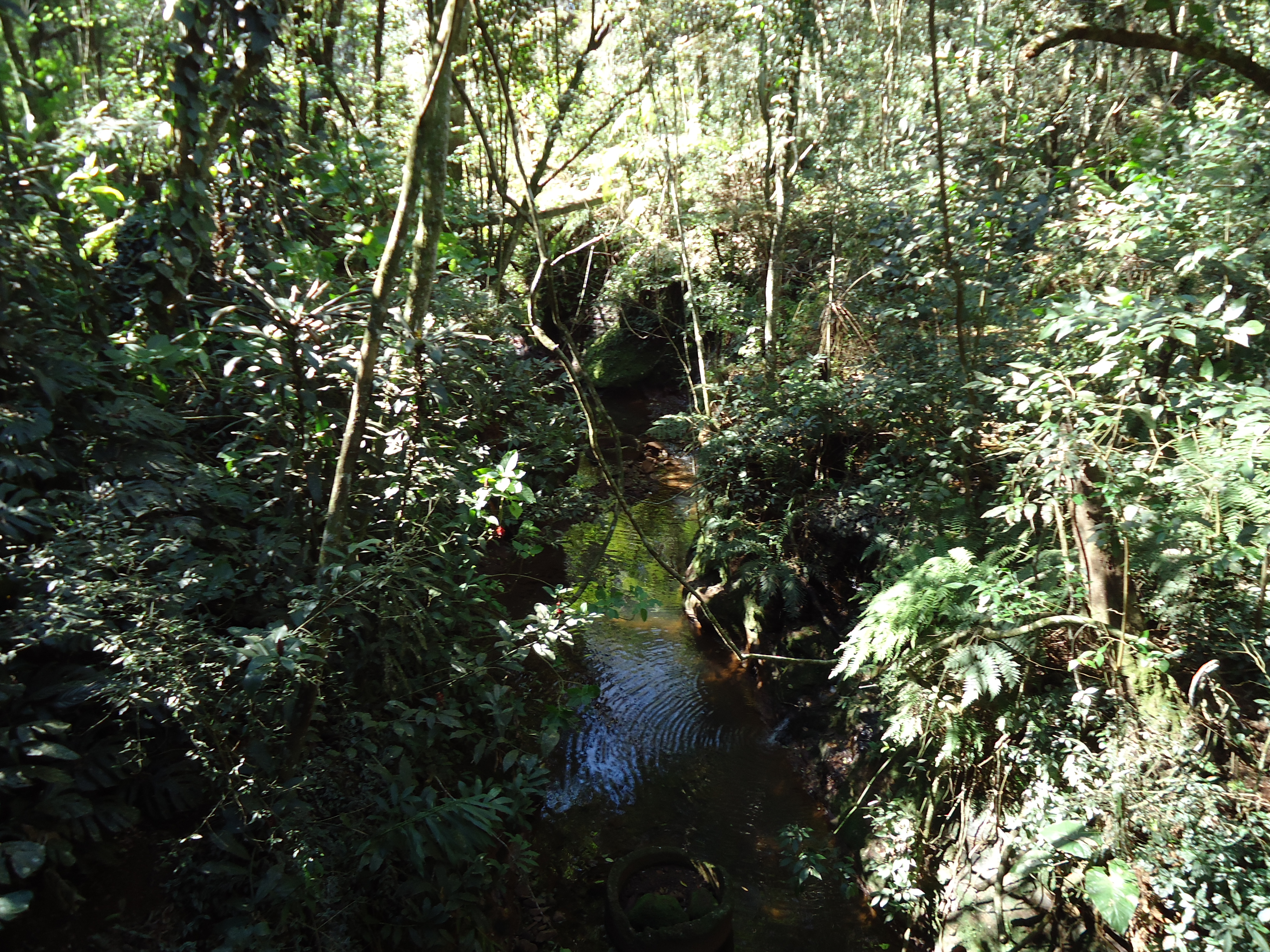
Uma das nascentes do Rio Cascavel, no Zoológico Municipal